# Jean-Pierre-Antoine Tassaert
Pour les articles homonymes, voir Tassaert.

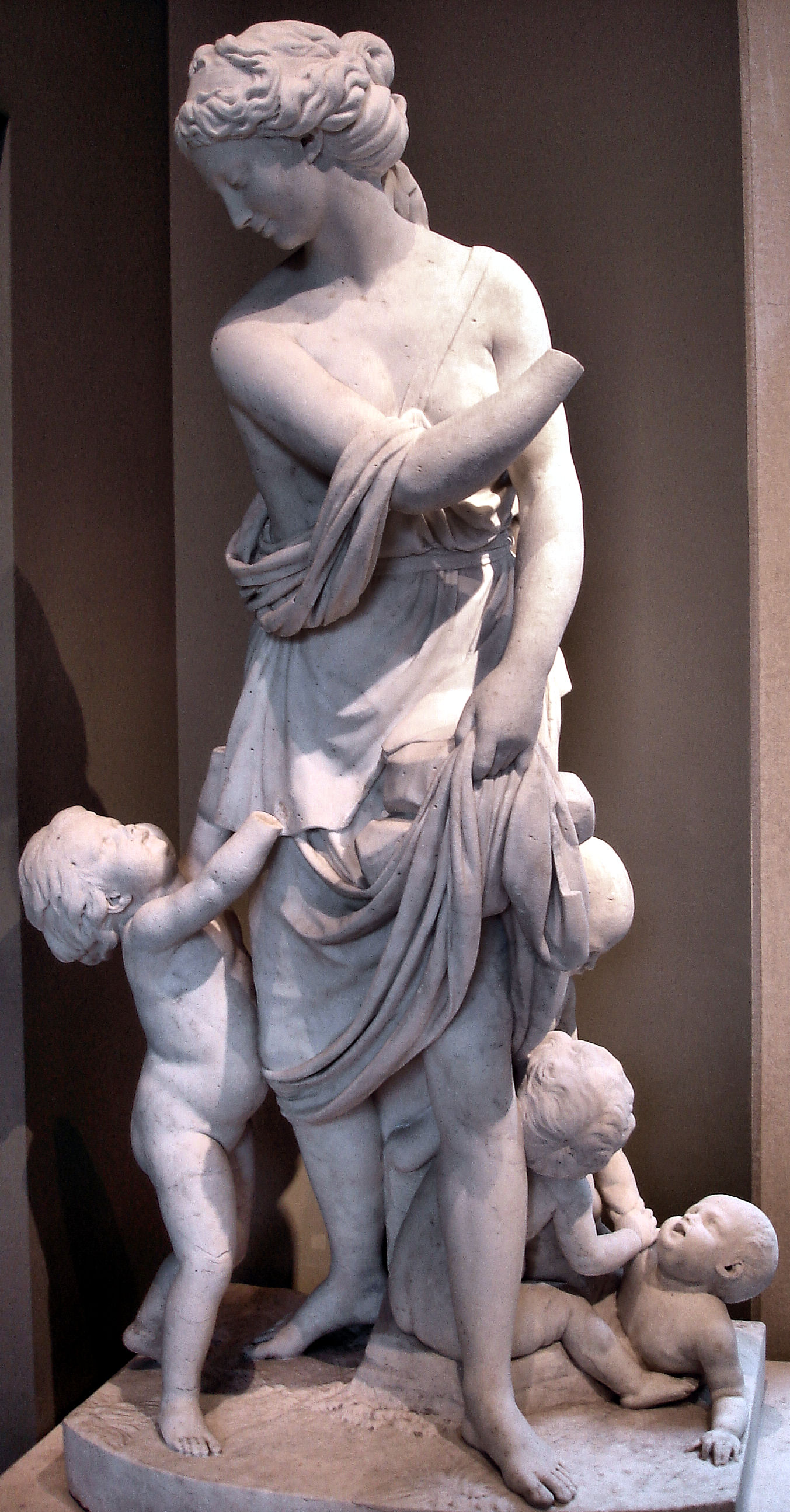
Pyrrha ou la Population (vers 1773-1774), Paris, musée du Louvre.

Jean-Pierre-Antoine Tassaert est un sculpteur d'origine flamande, né à Anvers en 1727, actif en France et en Prusse où il meurt le 21 janvier 1788 à Berlin

## Biographie
Jean-Pierre Antoine Tassaert est le fils de Jean-Pierre Tessaert, né en 1700, lui-même fils de Jean-Pierre Tassaert, peintre né en 1651
Jean-Pierre-Antoine quitte Anvers, avec l'un de ses frères, quand il a 15 ans, d'abord pour l'Angleterre puis il se rend à Paris. Il entre dans l'atelier de René-Michel Slodz (artiste originaire d'Anvers). Puis il réalise des travaux personnels pour la décoration des palais et monuments publics. Lorsque Frédéric Le Grand cherche à recruter un artiste pour faire réaliser des œuvres dans sa capitale Jean-Pierre Antoine se porte candidat. Grâce à l'appui de d'Alembert, avec lequel il est lié, proche de Frédéric II, il obtient le poste. Il se rend à Berlin en 1775. Frédéric II tardant à lui passer des commandes, il crée d'abord des œuvres pour le prince Henri de Prusse, puis, pour Frederic II, un buste du roi, ainsi que des statues destinées aux résidences royales  (Bacchus, Ariane, Faune dansant, Bacchante) . D'autres sculpteurs furent recrutés pour l'assister, tel que Schadow.
Tassaert travaillait aussi pour des particuliers pour lesquels il réalisa des bustes appréciés (Mosès Mendelshon, Abbé Raynal). Après la mort de Frederic II Tassaert reste au service de son successeur Frédéric Guillaume II. Ce dernier lui commande un tombeau pour le fils qu'il venait de perdre.
Tassaert peut être considéré comme le fondateur de l'école de sculpture de Berlin. il meurt dans cette ville le 21 janvier 1788.
Il eut 8 enfants (trois garçons, 5 filles). Sa fille Henriette Félicité devint peintre de portraits, ainsi que l'aîné de ses fils Jean Joseph Antoine.

## Généalogie
Ascendance
- Neveu du peintre anversois Jean-Pierre Tassaert (1651-1725).
- Petit-fils du peintre anversois Pierre Tassaert, reçu maître dans la guilde d'Anvers en 1635, mort vers 1692-1693.

Descendance
- Père de Jean-Joseph-François Tassaert et Henriette-Felicité Tassaert (1766-1818) .
- Grand-père d'Octave Tassaert et du graveur Paul Tassaert, mort à Paris en 1855.

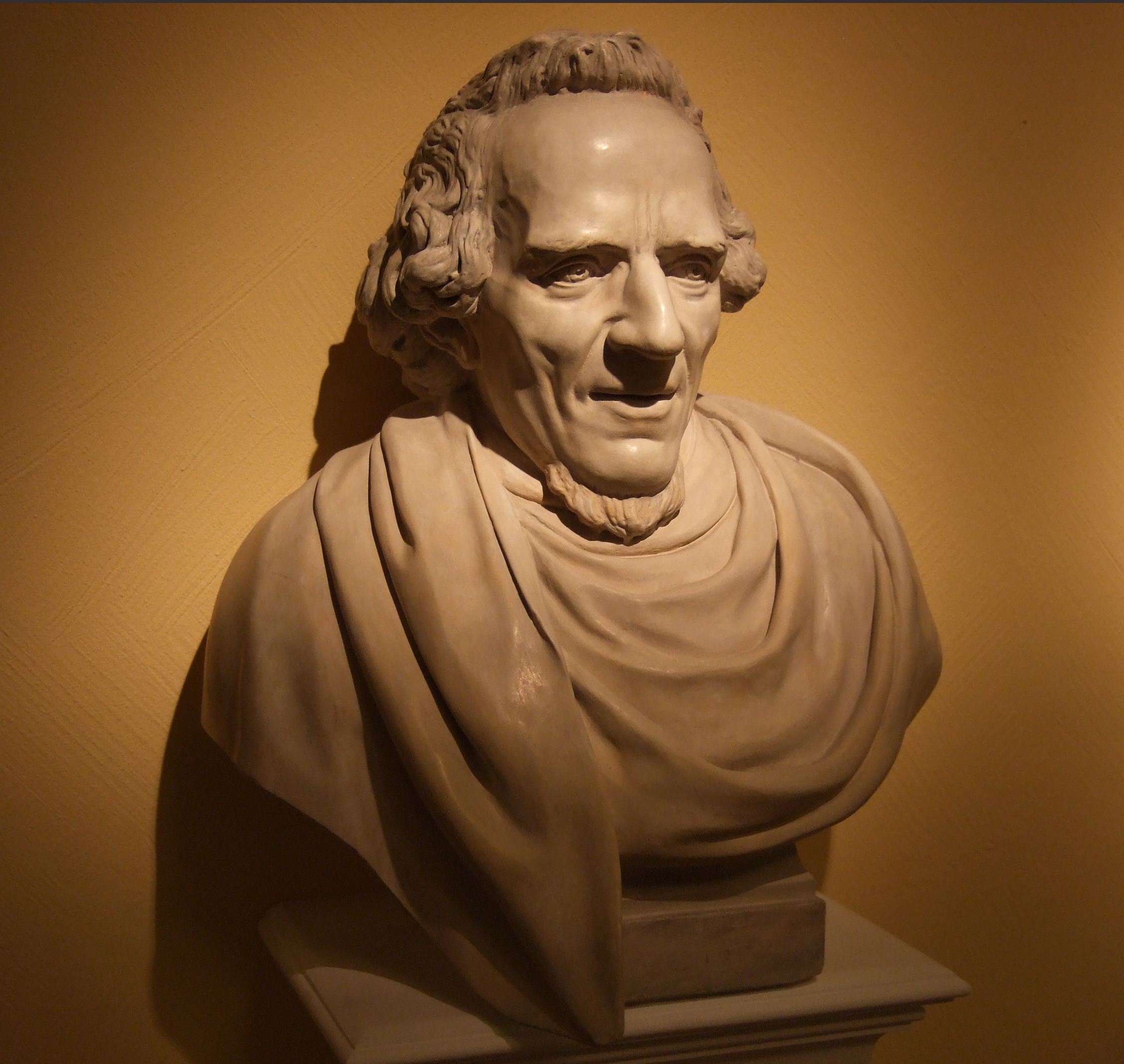
Buste de Mendelssohn
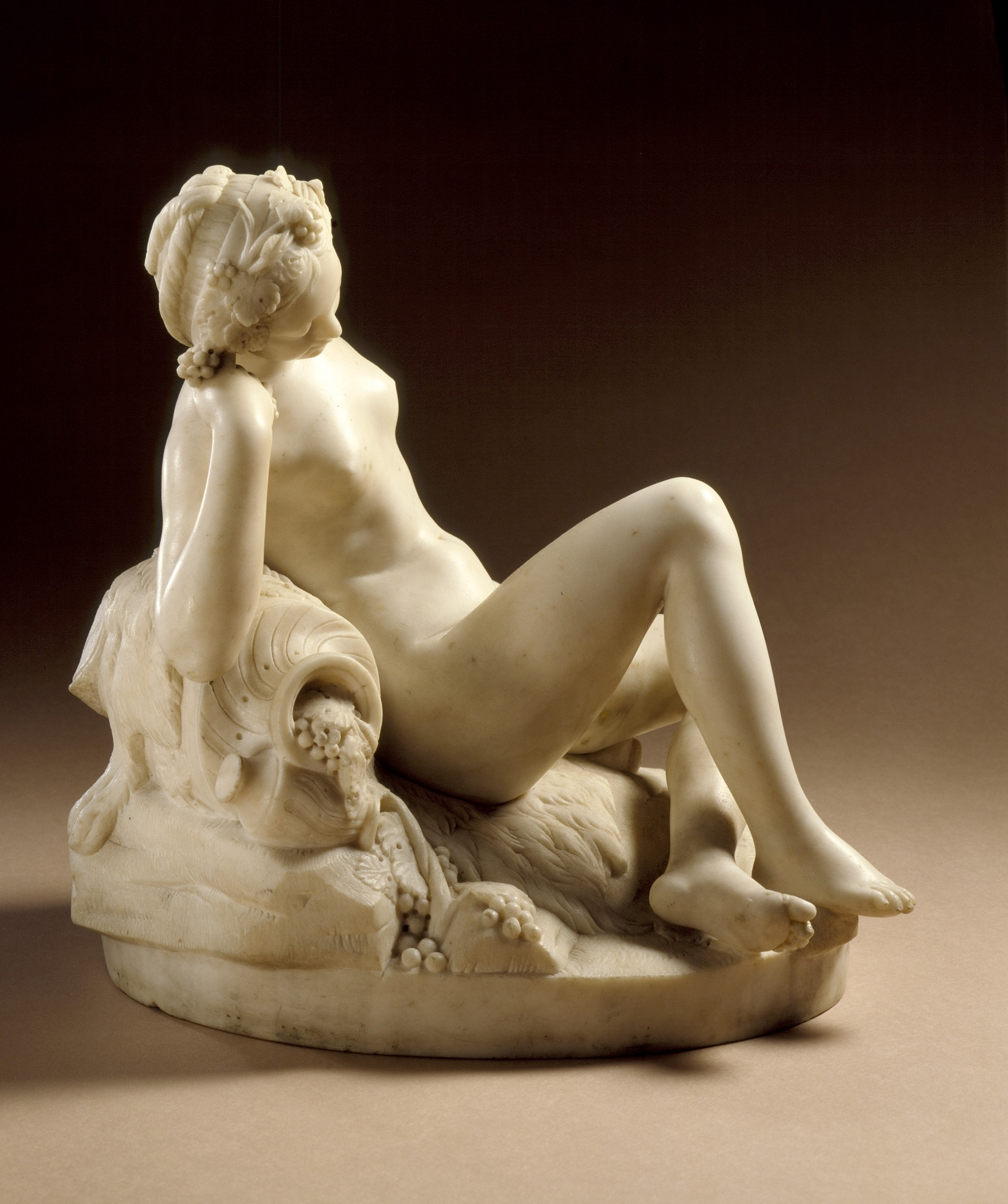
Bacchante
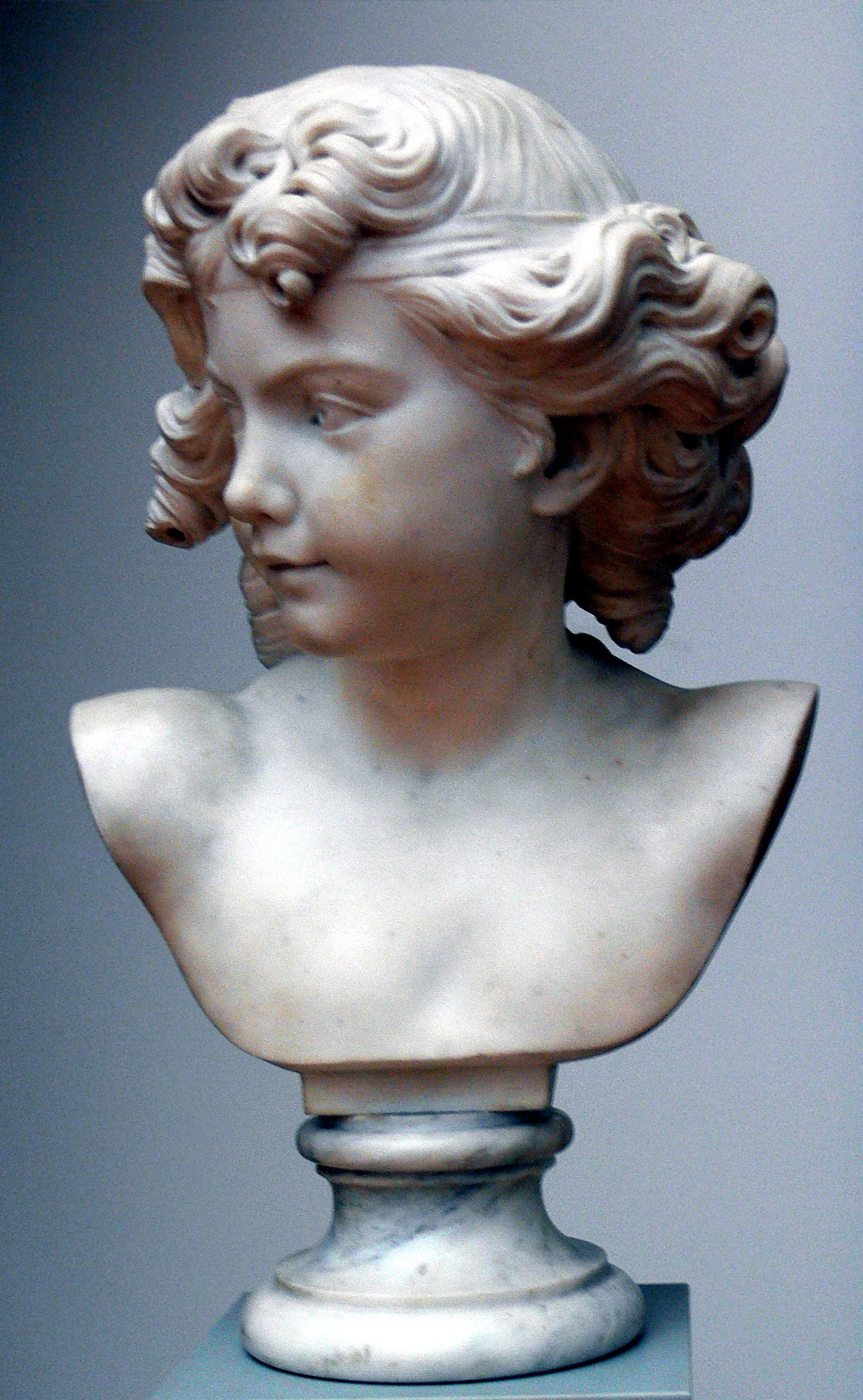
Cupidon, marbre, 1769
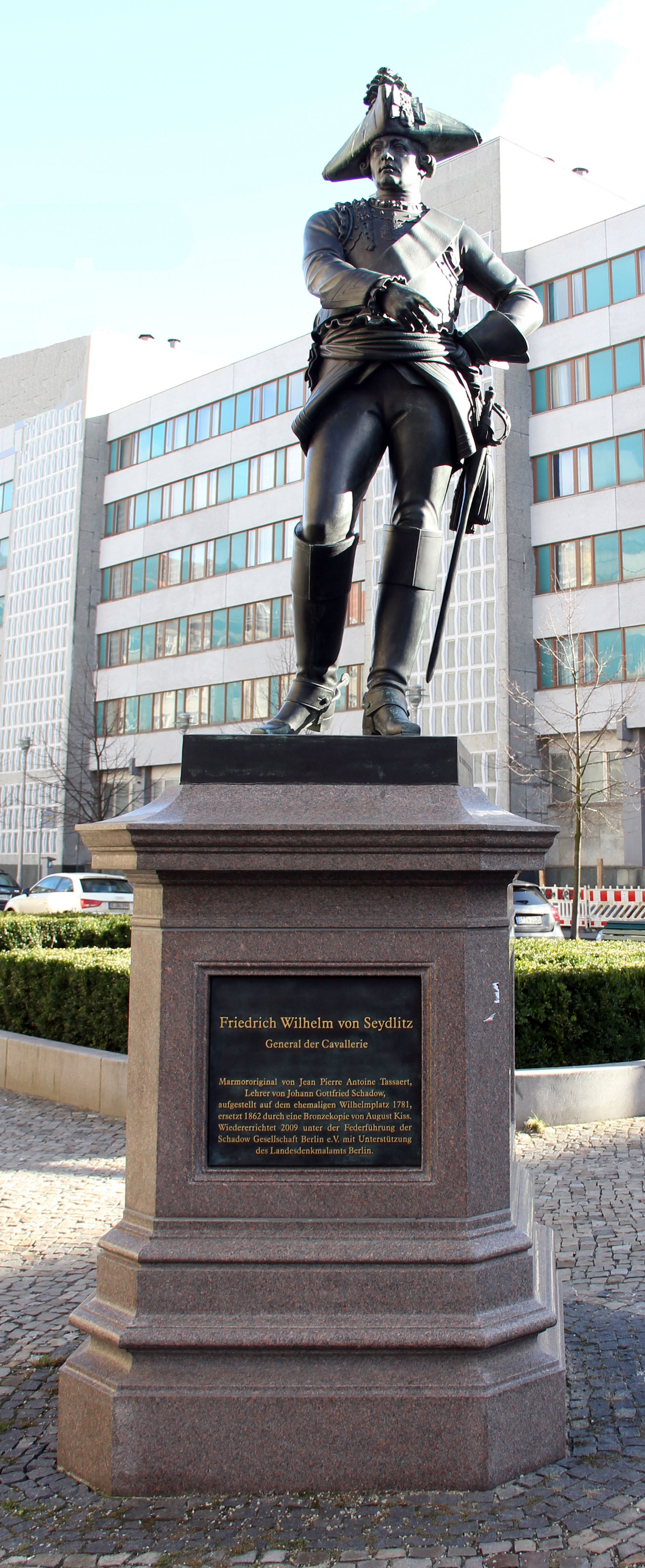
Friedrich Wilhem von Seydlitz
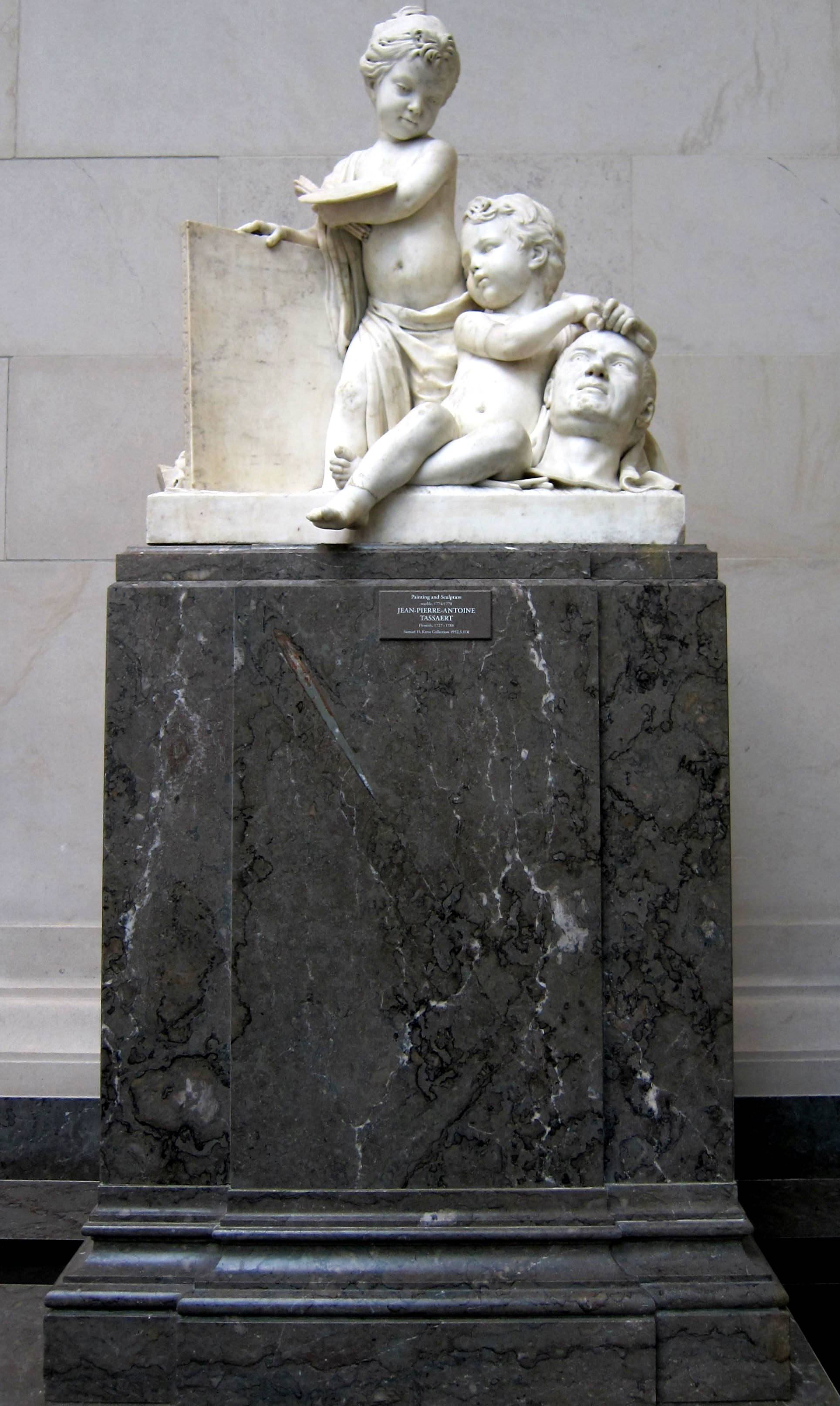
La Peinture et la Sculpture, 1774-1778, marbre ; Washington, National Gallery of Art

## Œuvres dans les collections publiques
Aux États-Unis
- Washington, National Gallery of Art : La Peinture et la Sculpture, 1774-1778, marbre. Sujet allégorique commandé par l'abbé Terray[4].

En France
- Paris :
  - musée Cognacq-Jay : Vénus assise tenant un carquois qu'elle remplit de roses, attribution, vers 1770, marbre[5].
  - musée du Louvre :
    - Pyrrha ou la Population, vers 1773-1774, marbre blanc. Le modèle en plâtre a été exposé au Salon de 1773. Commande par l'abbé Terray pour orner la galerie de sculpture de son hôtel parisien rue Notre-Dame-des-Champs à Paris, avec un œuvre d'Augustin Pajou : Mercure ou le Commerce[6].
    - Portrait de Christian Fürchtegott Gellert (1785), buste en marbre[7].
    - Flore, attribution, 3e quart du XVIIIe siècle, marbre[8].